# غرغعلي حسن (آبجدان)
غرغعلي حسن (بالفارسية: گرگعلی حسن) هي منطقة سكنية تقع في إيران في قسم آبجدان الريفي.